# Lynn Farleigh
Lynn Farleigh est une actrice anglaise, née le 3 mai 1942 à Bristol (Royaume-Uni).

## Filmographie
- 1969 : Auto-Stop girl (Three into Two Won't Go), de Peter Hall : Janet
- 1972 : La Légende des Strauss (série télévisée) : Adèle Deutsch
- 1974 : La Chute des aigles (Fall of Eagles) (série télévisée) : Nadezhda Krupskaya (2 épisodes)
- 1985 : Bergerac (série télévisée) : Joan Grant
- 1996-2009 : Brigade volante (série télévisée) (2 épisodes) : Heather Clark
- 2006 : Miss Potter : Lady Sybil
- 2007  : Inspecteur Barnaby (Midsomer Murders) (série télévisée) : Sonia Madrigal